# Betz von Lichtenberg
Betz von Lichtenberg († 28. Juli 1480 gefallen bei der Verteidigung von Rhodos) war von 1477 bis 1480 Großbailli des Johanniterordens und Kommendator der Kommende Villingen und der Doppelkommende Hemmendorf-Rexingen.

## Leben und Karriere
1459 nahm er als Procurator der deutschen Zunge am Generalkapitel dieses Jahres teil. Er gehörte als Vertreter der deutschen Zunge dem Konklave an, das am 24. August 1461 Piero Raimondo Zacosta zum Großmeister des Johanniterordens wählte. Im Juli 1462 und auf dem Großkapitel im Oktober 1462 war er Stellvertreter des Großbailli Richard von Buttlar. 1464 hatte er bereits die Kommende in Frankfurt am Main erhalten, die er bis 1474 innehatte. 1466 hielt er sich in Rom auf und war dort Procurator der deutschen Zunge im Großkapitel des Johanniterordens, das dort im Dezember 1466 abgehalten wurde. Im Februar 1467 starb Großmeister Piero Raimondo Zacosta in Rom. Papst Paul II. konstituierte ein Wahlkollegium aus den in Rom anwesenden hochrangigen Johanniterrittern. Betz von Lichtenberg wurde als Vertreter der deutschen Zunge in das Wahlkollegium berufen. Angeblich war seine Stimme die entscheidende Stimme, die den Großprior von Rom Giovanni Battista Orsini zum neuen Großmeister machte. 1467 erhielt er vom neuen Großmeister die Kommende Villingen und die Doppelkommende Hemmendorf-Rexingen.
1471 rief Großmeister Orsini wegen der drohenden Gefahr durch osmanische Truppen alle deutschen Ordensritter nach Rhodos. Sie sollten zur Bezahlung der Überfahrt und der nötigen Ausrüstung ihre Ordensgüter auf drei Jahre verpachten und unverzüglich nach Rhodos aufbrechen. Im November 1471 war er wieder auf Rhodos und nahm dort am Generalkapitel teil. 1474 zurück in Deutschland stellte er einige Urkunden aus. 1477 wurde er auf Rhodos vermutlich zum Großbailli gewählt (zumindest ist er für 1477 erstmals als Großbailli belegt). 1478 nahm er am in Rhodos stattfindenden Generalkapitel teil. Im Dezember 1479 landete eine kleinere Gruppe osmanischer Truppen auf Rhodos. Vermutlich betrieben sie aber nur Aufklärung; sie wurden bald von Truppen der Johanniter vertrieben. Im Mai 1480 landeten dagegen osmanische Truppen mit einer geschätzten Stärke bis zu 100.000 Mann Infanterie, Kavallerie und Artillerie auf Rhodos. In den folgenden Wochen beschoss die Artillerie die Befestigungsanlagen und beschädigte sie schwer. Zwei Sturmangriffe wurden abgewiesen. Am 28. Juli 1480 erfolgte dann der Hauptangriff der Osmanen. Es gelang ihnen an einer Stelle die Wälle zu erobern. In dieser Situation führte der Großmeister Pierre d’Aubusson einen Gegenangriff an, zusammen mit provencalischen und italienischen Rittern. Sie wurden unterstützt durch eine Gruppe deutscher Ritter, darunter der Großbailli Betz von Lichtenberg, der im Verlauf des erfolgreichen Abwehrkampfes ums Leben kam. Der Tod des Großbailli wurde in einem Brief des Priesters Giàcomo de Curti, einem Augenzeugen der Kämpfe in Rhodos, den er an seinen Bruder in Rom schrieb bestätigt. Karl Herquet nahm dagegen an, dass Betz von Lichtenberg während der Kämpfe nicht auf Rhodos war.
1521 reiste Kurfürst Ottheinrich von der Pfalz als Pilger in das Heilige Land und machte dabei auch Station in Rhodos. Er berichtete, dass in den Kämpfen 1480 um Rhodos auch der deutsche Hauptmann Betz von Lichtenberg gefallen sei. Sein Leichnam sei zweimal beerdigt worden und nicht verwest. Erst nachdem er zum dritten Mal in der Nähe der Stelle, wo er gefallen sei, beerdigt wurde, sei der Leichnam verwest. Er sei daraufhin als Heiliger betrachtet worden. Bei den Johannitern galten (aber) alle im Kampf gegen die Moslems gefallenen Ritterbrüder ordensintern als Märtyrer und Heilige. Insofern könnte die Schilderung des Ottheinrich, dass Betz von Lichtenberg als Heiliger geachtet wurde, durchaus stimmen.